# Metro de Lviv
El Metro de Lvív (ucraïnès: Льві́вський метрополіте́н, Lvivskyi metropoliten) és un sistema ràpid de transport que va ser planejat a la ciutat de Lviv a Ucraïna occidental durant els anys 1980. A principis dels anys 2000s, el projecte va ser canviat i utilitzar tramvies lleugers.